# Arhiepiscopia Sucevei și Rădăuților
Arhiepiscopia Sucevei și Rădăuților este o parte componentă a Bisericii Ortodoxe Române. Este alcătuită din cinci protopopiate: Suceava I, Suceava II, Câmpulung Moldovenesc, Rădăuți și Fălticeni, toate în județul Suceava. Acestea cuprind 40 mănăstiri și peste 380 de parohii, cu aproape 400 de biserici, în care slujesc aproximativ 400 de preoți.
Conducătorul ei este, din 2020, arhiepiscopul Calinic Dumitriu.

## Istoric
În anul 1781 împăratul Iosif al II-lea a obținut de la Patriarhia de Constantinopol permisiunea de a muta sediul episcopal de la Rădăuți la Cernăuți, ocazie cu care episcopia a fost scoasă de sub jurisdicția arhiepiscopului-mitropolit de Iași și a dobândit statutul de episcopie exemptă. La 23 ianuarie 1873 împăratul Franz Joseph I a ridicat Episcopia de Cernăuți la rangul de arhiepiscopie, iar episcopul de Cernăuți a devenit arhiepiscop-mitropolit. Primul mitropolit a fost Teofil Bendela.
Arhiepiscopia, reînființată în 1990, după 40 de ani de la desființare, este succesoarea vechii episcopii a Rădăuților, înființată în secolul al XV-lea, ulterior transformată în Mitropolia Bucovinei (după încorporarea Bucovinei la Imperiul Austriac în 1774), mitropolie ce a activat până în 1948.
Odată cu instaurarea regimului comunist Episcopia Rădăuților a fost scoasă de sub jurisdicția Mitropoliei de Cernăuți și trecută sub jurisdicția Mitropoliei Moldovei.
De la mijlocul anului 2008, în cadrul Arhiepiscopiei Sucevei și Rădăuților funcționează cinci protopopiate, după ce protopopiatul Suceava care avea 150 de parohii a fost împărțit în două părți egale ca număr de parohii, înființtându-se în acest fel și protopopiatul Suceava 2. În anul 1989 erau 260 de parohii cu 300 de preoți și opt mănăstiri în tot județul Suceava, cu alte cuvinte în toată Arhiepiscopia Sucevei și Rădăuților. La mijlocul anului 2008, numărul parohiilor crescuse la 400 iar cel al preoților și al așezămintelor monahale la 550 și, respectiv, la 38.